# Bánh tét lá cẩm

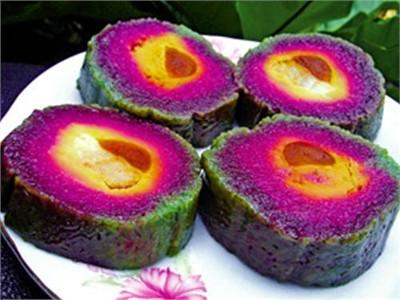
Bánh tét lá cẩm Cần Thơ.

Bánh tét lá cẩm là một loại bánh tét có nguồn gốc từ Thành phố Cần Thơ, Việt Nam. Nó khác với các loại bánh tét thông thường ở chỗ thay vì có màu xanh lá, thì nó lại có màu tím đặc trưng.

## Hình dạng và cấu tạo
Giống như bánh tét thông thường, bánh tét lá cẩm có hình trụ dài nhưng ở trong cùng thường là đậu, chuối, thịt mỡ, lạp xưởng và trứng muối. Kế tiếp là lớp nếp bao quanh. Và ngoài cùng là vỏ bánh được làm bằng lá chuối.
Bánh tét lá cẩm có bốn loại:
- Nhân thập cẩm: đậu, thịt mỡ, lạc xưởng, trứng muối.
- Nhân mỡ: đậu, thịt mỡ.
- Nhân đậu: đậu ngọt.
- Nhân chuối: chuối ngọt.